# Colocasia flavicornis
Colocasia flavicornis är en fjärilsart som beskrevs av John Bernhard Smith 1884. Colocasia flavicornis ingår i släktet Colocasia och familjen Pantheidae. Inga underarter finns listade i Catalogue of Life.